# Gilbert de Clare, 6. Earl of Gloucester

Wappen von Gilbert de Clare, 6. Earl of Hertford

Gilbert de Clare, 6. Earl of Gloucester und 6. Earl of Hertford (nach anderer Zählung auch 7. Earl of Gloucester), genannt Gilbert der Rote (Gilbert the Red) (* 2. September 1243 in Christchurch; † 7. Dezember 1295 in Monmouth Castle) war ein englischer Magnat. Er gehörte zu den mächtigsten und reichsten englischen Magnaten der zweiten Hälfte des 13. Jahrhunderts. Während des Zweiten Kriegs der Barone spielte er eine wichtige Rolle. In diesem Konflikt, bei dem Clare offensichtlich die Reformbestrebungen der Provisions of Oxford unterstützte, hatte Clare innerhalb von fünf Jahren fünfmal die Seiten gewechselt, was wohl auch an seiner damaligen Jugend liegt. Ob er dabei mäßigend auf seine jeweiligen Verbündeten wirkte, ist angesichts der immensen Besitzungen, die er nach zwei seiner Seitenwechsel erbeutete, zweifelhaft. Seine politische Zurückhaltung nach dem Tod von König Heinrich III. während der Abwesenheit des Thronfolgers sicherte mit die Thronfolge von Eduard. Das von ihm in Südwales errichtete Caerphilly Castle gehört zu den größten Burgen Großbritanniens und gilt als Vorbild für die später von Eduard I. errichteten Burgen in Nordwales. Der Bau der Burg führte mit zu Grenzstreitigkeiten mit dem walisischen Fürst Llywelyn ap Gruffydd, die wiederum mit zur englischen Eroberung von Wales führten. Dabei versagte Clare sowohl während des zweiten walisischen Feldzugs wie auch während des walisischen Aufstands von 1294 bis 1295 militärisch. Wie der Richter Ralph de Hengham berichtete, war Clare selbst vom König wegen seines Jähzorns und seiner Heißblütigkeit gefürchtet. Seine Aufsässigkeit führte jedoch dazu, dass Eduard I. ihn schließlich unter demütigenden Umständen unterwarf.

## Herkunft, Jugend und Verheiratung
Gilbert de Clare entstammte der anglonormannischen Familie Clare, die zu führenden Magnatenfamilien Englands gehörte. Er war der älteste Sohn von Richard de Clare, 5. Earl of Gloucester und 5. Earl of Hertford, und von Maud de Lacy, einer Tochter von John de Lacy, 1. Earl of Lincoln. Wo Gilbert aufwuchs und über seine frühe Kindheit ist nichts bekannt. Er hatte zwei jüngere Brüder, Thomas und Bogo, die später von 1257 bis 1259 in Oxford studierten. Sein Vater versuchte, die Stellung der Familie auszubauen, in dem er 1252 die Heirat des jungen Gilbert mit Alice de Lusignan, einer Tochter des südwestfranzösischen Grafen Hugo XI. von Lusignan und Yolande, einer Tochter von Peter Mauclerc aushandelte. Alice brachte eine Mitgift von 5000 Mark mit in die Ehe, und König Heinrich III. befürwortete Gilberts Heirat mit der mit ihm verwandten Alice, da er so hoffte, den mächtigen Erben enger an die königliche Familie zu binden. Im Frühjahr 1253 reiste der damals neunjährige Gilbert, begleitet von seinem Vater und von William de Valence, einem Halbbruder des Königs und Verwandten der Braut, ins Poitou, wo die Heirat stattfand.

## Rolle im Zweiten Krieg der Barone

### Unterstützung der Rebellion gegen den König
Nach dem Tod seines Vaters am 15. Juli 1262 übernahm der König für den minderjährigen Gilbert die Verwaltung des Erbes, das umfangreiche Besitzungen in Südostengland, Gloucestershire, den Welsh Marches und in Irland umfasste. Richard de Clare war ein führendes Mitglied der Adelsopposition gewesen, die seit 1258 mit dem König um die Macht kämpfte. Der neunzehnjährige Gilbert de Clare hatte gehofft, das er selbst sofort das Erbe antreten durfte, obwohl er offiziell noch minderjährig war. Der König wollte jedoch nicht auf die einträgliche Vergabe der reichen Vormundschaftsverwaltungen verzichten. Obwohl Clare ins französische Boulogne reiste, wo sich der König zu dem Zeitpunkt aufhielt, und obwohl William de Valence sich für ihn einsetzte, gewährte der König Clare zunächst keine Audienz, und als Clare endlich den König um die Übergabe seines Erbes bitten konnte, beharrte der König auf seinen Prinzipien und wies Clare schroff ab. Stattdessen ernannte der König Humphrey de Bohun, 2. Earl of Hereford zum Verwalter der südwalisischen Herrschaften Usk und Glamorgan, der diese wichtigen Besitzungen in den Welsh Marches gegen Angriffe des walisischen Fürsten Llywelyn ap Gruffydd verteidigen sollte. Zusätzlich ordnete der König eine Untersuchung an, da er verdächtigte, dass sich Earl Richard zu Unrecht dem König zustehende Rechte angeeignet hatte. Anfang 1263 beanspruchte der König dann sein Recht als oberster Lehnsherr, Richards Mutter Maud ihr Wittum zuzuweisen. Als Witwe hatte sie Anspruch auf ein Drittel der Güter ihres verstorbenen Mannes. Der König gewährte ihr den Anteil an Gebühren, die ihr Mann als Earl of Hertford in Hertfordshire hatte, dazu Usk Castle und Trellech Castle in Monmouthshire sowie die Honour of Clare mit Clare Castle in Ostengland. Damit nahm er dem jungen Erben zwei strategisch wichtige Burgen in Wales sowie den Familienstammsitz, der zudem Zentrum der englischen Besitzungen der Familie war. Mit dieser Demütigung hatte der König den jungen Gilbert endgültig in die Opposition getrieben, die den Fall von Clare als neues Beispiel der willkürlichen Auslegung des Feudalrechts durch den König betrachtete. Im März 1263 verweigerte Gilbert de Clare in Westminster die Huldigung des Thronfolgers Lord Eduard, und im Mai schloss er sich auf einer Versammlung in Oxford Simon de Montfort, 6. Earl of Leicester an, der nach dem Tod von Richard de Clare unumstrittener Führer der Adelsopposition geworden war. Die Barone zwangen den König wieder zur Anerkennung der Provisions of Oxford, womit sie wieder die Regierung übernahmen. Im Juli und August 1263 konnte Clare nun erreichen, dass ihm gegen Zahlung einer Gebühr von £ 1000 sein Erbe übergeben wurde. Montfort änderte jedoch zu Clares Enttäuschung nicht die Zuteilung des Wittums von Clares Mutter, und im Oktober 1263 wurde Clare vom König nach Windsor Castle eingeladen, womöglich, um ihn zum Seitenwechsel zu bewegen. Ob er dieser Einladung folgte, ist unklar, doch Ende des Jahres unterstützte er weder Montfort noch den König, als diese die Vermittlung des französischen Königs Ludwig IX. in dem Machtkampf suchten. Auch als nach dem Schiedsspruch des französischen Königs, des Mise of Amiens, ein offener Bürgerkrieg drohte, zögerte Clare, sich offen einer Seite anzuschließen. Er schwankte zwischen der Unterstützung für Lord Eduard und für Montfort und verhielt sich abwartend in Tonbridge Castle in Kent. Erst als der König am 5. April 1264 das von Rebellen gehaltene Northampton eroberte, erfolgte unter Clares Führung ein Pogrom an den jüdischen Einwohnern von Canterbury, die unter dem Schutz des Königs standen. Anschließend schloss sich de Clare Montfort an, der Rochester Castle belagerte. Daraufhin besetzte der König Tonbridge Castle, eine Burg von Clare in Kent. Dabei geriet Clares Frau Alice in Gefangenschaft, die jedoch aufgrund ihrer Verwandtschaft mit dem König wieder freigelassen wurde. Clare begleitete nun das Heer der Rebellen und wurde schließlich zusammen mit Montfort zu offenen Feinden des Königs erklärt, worauf er seinerseits seine Lehnstreue aufkündigte. Am 14. Mai 1264 wurde er vor der Schlacht von Lewes zusammen mit seinem Bruder Thomas von Montfort zum Ritter geschlagen. Obwohl er noch militärisch unerfahren war, befehligte er aufgrund seines hohen Ranges in der Schlacht das Zentrum des Rebellenheeres. Angeblich soll sich ihm nach der Schlacht der besiegte König ergeben haben.

### Triumvirat mit Montfort
Nach diesem Sieg der Rebellen übernahmen diese wieder die Regierung. Die Macht lag nun bei einem dreiköpfigen Ausschuss, der den Staatsrat ernannte. Clare gehörte zusammen mit Montfort und Bischof Stephen Bersted diesem Ausschuss an, und nach Montfort wurde er so zum wichtigsten Mitglied dieser Regierung der Barone. Er nahm mit Montfort an zwei Feldzügen gegen die Marcher Lords teil, um diese endgültig zu unterwerfen. Als Beute übernahm er eine Reihe von Besitzungen von Unterstützern des Königs, darunter am 6. Juni Pembroke Castle von William de Valence, am 20. Juni bis auf Lewes Castle und Reigate die Ländereien von John de Warenne, 6. Earl of Surrey und am 10. Juli die Güter von Peter von Savoyen, einem Onkel der Königin. Dazu wurde er im September 1264 offiziell mit den Ländereien seines Vaters belehnt. Als Rebell und Gegner des Königs wurde er jedoch am 20. Oktober vom päpstlichen Legaten Gui Foucois exkommuniziert, der dazu über seine Ländereien das Interdikt verhängte. Gegen Ende des Jahres kam es jedoch zu zunehmenden Spannungen zwischen Montfort und Clare. Clare beklagte, dass Montfort seine Söhne überreich mit Gütern ausgestattet hätte, dass er ausländische Söldner einsetzte und dass er die Lösegelder, die die bei Lewes gefangenen Anhänger des Königs zahlen mussten, ungerecht aufteilte. Vor allem beklagte er sich zunehmend über den autokratischen Regierungsstil von Montfort und sorgte sich über dessen Zusammenarbeit mit Llywelyn ap Gruffydd. Als Montfort den mächtigen Robert de Ferrers, 6. Earl of Derby festnehmen ließ, fürchtete Clare um seine eigene Sicherheit und flüchtete unter dem Vorwand, dass Llywelyn ap Gruffydd seinen Besitzungen plündern würde, in die Welsh Marches. Er weigerte sich, am 20. April 1265 an einem Turnier in Northampton teilzunehmen, worauf Montfort am 12. Mai ihm Zugeständnisse machte und am 20. Mai behauptete, dass es zwischen ihm und Clare keine Spannungen gäbe. Tatsächlich unternahm Clare dagegen einen vergeblichen Versuch, um Montfort und den König in seine Gewalt zu bringen, als diese unterwegs nach Hereford waren. Als Ende Mai Thomas de Clare dem Thronfolger Lord Eduard bei dessen Flucht aus dem Gewahrsam der Regierung unterstützte, kam es zum offenen Bruch zwischen Montfort und Clare.

### Unterstützer der königlichen Partei
Zusammen mit dem mächtigen Marcher Lord Roger Mortimer, mit dem er sonst häufig in Streit lag, schloss sich Clare in Ludlow in Shropshire dem Thronfolger an, nachdem dieser gelobt hatte, die Regierung zu reformieren und mehrere von der Adelsopposition bemängelte Missstände zu beseitigen. Montfort erklärte nun Clare zum Rebellen, zog mit einem Heer nach Westengland und weiter nach Wales, wo er am 19. Juni das Abkommen von Pipton-on-Wye mit Llywelyn ap Gruffydd schloss. Damit waren Clares walisische Besitzungen direkt bedroht. Schiffe von Clare zerstörten die Boote, mit denen Montfort wieder über den Severn setzen wollte, so dass Montfort in den Welsh Marches von Verstärkungen abgeschnitten war. Dann gehörte Clare mit seinen Vasallen zu dem Heer von Lord Eduard, mit dem dieser am Morgen des 1. August bei Kenilworth Castle ein Heer der Rebellen schlug, das Montfort zur Hilfe eilen wollte. In der entscheidenden Schlacht von Evesham, in der am 4. August Montfort getötet wurde, kommandierte Clare eine der drei Abteilungen des Heeres von Lord Eduard.

### Anteil am Ende des Zweiten Kriegs der Barone
In dem Chaos, das nach Montforts Niederlage und Tod in England herrschte, ließ Clare über 160 Güter der geschlagenen Anhänger Montforts in England durch seine Beamten besetzen, dazu eignete er sich für seine bisherigen Güter weitere Rechte an. Damit profitierte er zunächst mehr als jeder andere Magnat vom Sieg der königlichen Partei. Zu seiner Beute gehörten Güter von John fitz John, Robert de Vere, 5. Earl of Oxford und vor allem von Montfort und dessen Söhnen. Auch eine größere Anzahl von Clares eigenen Vasallen hatte seine Seitenwechsel nicht mitgemacht und weiter unterstützt. Deshalb beschlagnahmte Clare nun die Güter von Simon de Pattishall, Brian de Gouiz und Hamo Hautein, wobei er äußerst willkürlich vorging. Einen Teil der geraubten Güter musste er wieder der Krone übergeben, doch vorher plünderte er diese systematisch aus und erhob zuvor noch Pachten und Abgaben. Während des Parlaments vom 8. September 1265 in Winchester unterstützte er angeblich die Entscheidung, dass die Ländereien der Rebellen von der Krone beschlagnahmt wurden. Wenig später lehnte er das Verhandlungsangebot an Simon de Montfort dem Jüngeren ab, gegen den er offenbar eine persönliche Abneigung hatte. Am 6. Oktober erhielt er die päpstliche Absolution und am 9. Oktober die Begnadigung des Königs für seine frühere Unterstützung Montforts. Im Oktober erhielt er trotz er Einwände von Roger Mortimer die Vormundschaftsverwaltung der Herrschaft Brecknockshire in Wales während der Minderjährigkeit des Erben Humphrey de Bohun. Im Februar 1266 wurde ihm die Strafe von £ 900 erlassen, die er zahlen sollte, weil er 1263 ohne Erlaubnis des Königs das Erbe seines Vaters angetreten hatte. Angesichts der harten Reaktion der Anhänger des Königs hatten inzwischen die sogenannten Enterbten, die geschlagenen Rebellen ihren Widerstand fortgesetzt, so dass der Bürgerkrieg weiter andauerte. Clare nahm Anfang 1266 an dem Feldzug von Lord Eduard gegen die Cinque Ports teil. Dennoch verschlechterte sich nun wieder das Verhältnis zwischen Clare und dem König. Im Frühjahr 1266 verklagte Clare seine Mutter, um so einen Teil ihres Wittums zu erhalten. Daraufhin stellte der König Glamorgan unter königliche Verwaltung und übergab es erst im November des Jahres an Clare. Als der König nun die Ländereien der enteigneten Rebellen verteilte, fühlte sich Clare wieder nicht angemessen berücksichtigt. Allerdings hatte er inzwischen auch eingesehen, dass die Beschlagnahmungen und Umverteilungen zu großer Not und Unruhen führten. Clare gehörte nun dem Ausschuss an, der einen Entwurf für ein Friedensangebot für die Enterbten erarbeitete. Damit stand er im Gegensatz zur Politik des Königs und zu Baronen wie Roger Mortimer und Roger de Clifford, die weiter ein strenges Vorgehen gegen die Rebellen forderten. Durch Vermittlung des päpstlichen Legaten Ottobono konnte dennoch ein Friedensangebot erarbeitet werden, dass Ende Oktober 1266 als Dictum of Kenilworth verkündet wurde. Es bot den Enterbten die Möglichkeit, ihre Besitzungen gegen Zahlung einer Strafe zurückzuerwerben, die je nach dem Umfang ihrer Beteiligung an der Rebellion festgelegt werden sollte. Clare sympathisierte nun bereits wieder mit seinen früheren Verbündeten, und er erkannte, dass das Dictum of Kenilworth einen wesentlichen Fehler hatte: die Enterbten konnten die Strafen nicht aufbringen, solange sie nicht im Besitz ihrer Ländereien und damit ihrer Einkünfte waren. Clare selbst begann nun nach Möglichkeit mit der Rückgabe von Ländereien an die Enterbten, wobei er diese sogar gegen die Ansprüche anderer Barone verteidigte. Die Streitigkeiten um Rückerstattung beschlagnahmter Güter zogen sich aber bis zu seinem Tod hin. Nun verschlechterte sich auch Clares Verhältnis zu Lord Eduard. Clare beobachtete misstrauisch den wachsenden Einfluss seines Gegenspielers Roger Mortimer am Königshof und beschuldigte diesen, ihm nach dem Leben zu trachten. Obwohl im Januar 1267 eine neue, für Clares Mutter weniger vorteilhafte Einigung über ihr Wittum erzielt wurde, erschien Clare im Februar nicht zum Parlament in Bury St Edmunds. Stattdessen prangerte er den König an, der immer noch Ausländer an der Regierung beteiligen würde, und drängte auf die Rückgabe der Ländereien an die Enterbten. Als der König diese Forderungen zurückwies, zog sich Clare nach Glamorgan zurück, dass er kurz zuvor aus dem Wittum seiner Mutter erhalten hatte, und stellte eine Armee auf. Mit dieser stieß er überraschend nach Südengland vor und besetzte am 8. April 1267 die City of London. Zahlreiche der Enterbten, die sich zuvor auf der Isle of Ely verschanzt hatten, hatten sich ihm angeschlossen, unter ihnen befanden sich eine Reihe von früheren Vasallen von Clare. England stand wieder am Rand eines Bürgerkriegs, als der König nun Vorbereitungen für eine Belagerung Londons traf. Richard von Cornwall, der Bruder des Königs und andere Magnaten drängten jedoch darauf, den Konflikt durch Verhandlungen zu lösen. Ab dem 20. April verhandelte Clare unter Vermittlung von Kardinal Ottobono mit Richard von Cornwall und Philip Basset, und am 13. Mai zog sich Clare aus London zurück. Bis Mitte Juni konnte eine friedliche Einigung ausgehandelt werden. Danach sollten die Enterbten leichter ihre Besitzungen zurückerhalten, während Clare und seine Unterstützer eine Amnestie erhielten. Clare musste 10.000 Mark als Sicherheit für seine Friedfertigkeit hinterlegen. Mit dieser Einigung und der Unterwerfung der letzten Enterbten endete der Zweite Krieg der Barone.

## Wechselhaftes Verhältnis zum König nach dem Krieg der Barone

### Clare und der Kreuzzug von Lord Eduard

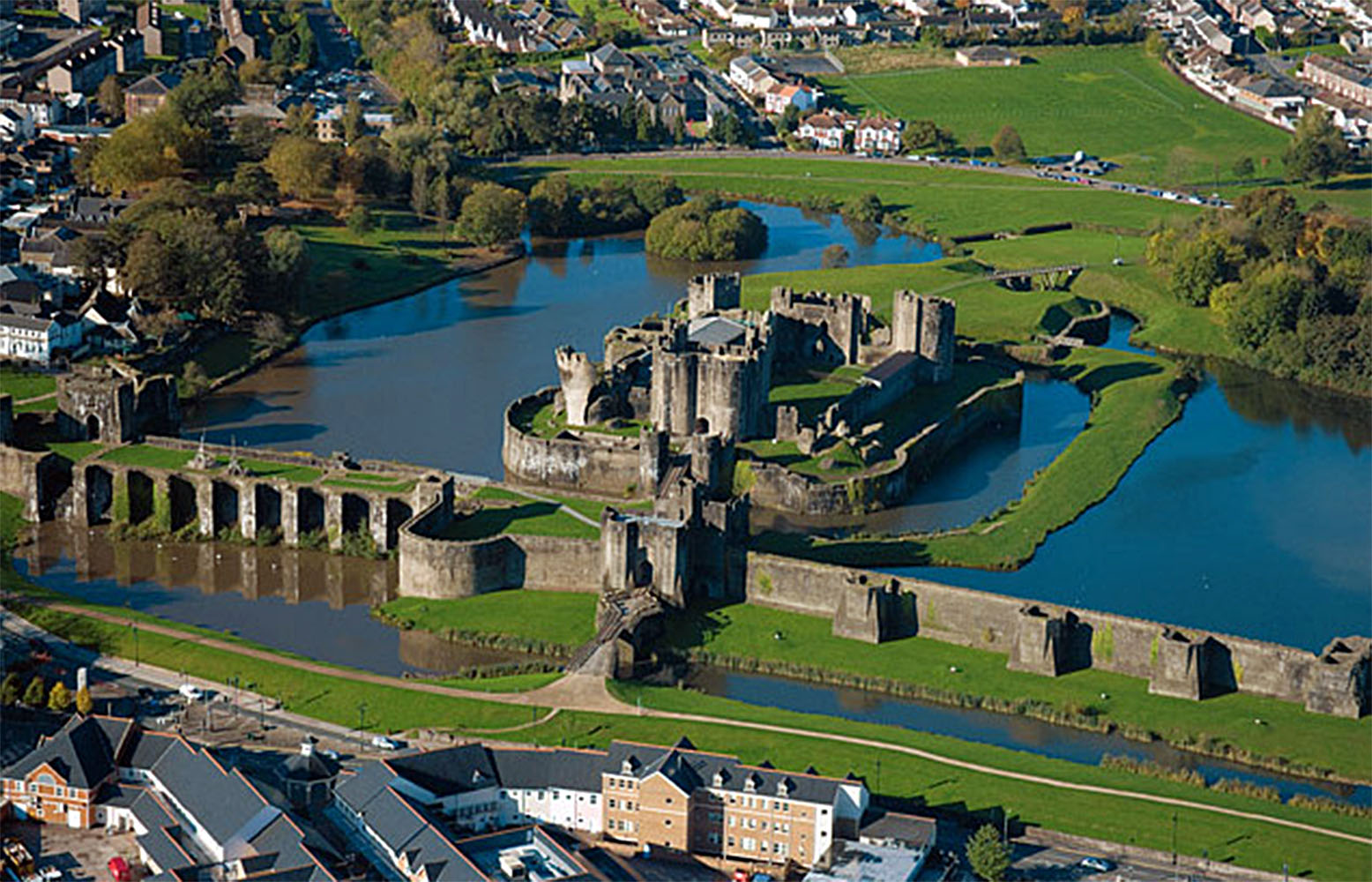
Caerphilly Castle in Wales

Nach dem Ende des Bürgerkriegs versuchten Gilbert de Clare und die königliche Familie, sich endgültig auszusöhnen. Als Lord Eduard am 24. Juni 1268 ein Kreuzzugsgelübde ablegte, tat ihm Clare dies gleich. Der König machte Clare verschiedene Zugeständnisse, unter anderem erkannte er seine Ansprüche auf das auch von Lord Eduard beanspruchte Bristol Castle an. Diese Versöhnung war jedoch nur kurzlebig. Der durch den Krieg der Barone geschwächte König musste 1267 mit Llywelyn ap Gruffydd den Vertrag von Montgomery schließen, doch trotz dieses Friedensvertrags kam es in den Welsh Marches weiter zum Krieg zwischen Clare und den Walisern. Dazu bestritt der König im Mai 1269 Clares Besitz der Güter von Portland und Wyke in Dorset, die sein Vater 1258 von der Regierung der Barone erhalten hatte. Clare drückte seine Verärgerung aus, indem er den Parlamenten und auch der feierlichen Überführung der Reliquien von Eduard dem Bekenner in die neuerbaute Westminster Abbey am 13. Oktober 1269 fernblieb. Als der geplante Zeitpunkt zum Aufbruch zum Kreuzzug des Prinzen Eduard näherkam, wurde offensichtlich, dass Clare nicht an dem Kreuzzug teilnehmen wollte. Darüber kam es zum Streit mit dem Thronfolger, weshalb der französische König Ludwig IX., der ebenfalls zum Kreuzzug aufbrechen wollte, Clare im Februar 1270 nach Paris einlud, damit er ihn dort zur Teilnahme überreden könne. Schließlich konnte Richard von Cornwall am 27. Mai 1270 eine Einigung mit Clare erreichen, nach der dieser spätestens sechs Monate nach dem Aufbruch von Lord Eduard ebenfalls ins Heilige Land aufbrechen sollte. Für die Kosten des Kreuzzugs sollte er bis zu 10.000 Mark erhalten. Im Gegenzug musste er, solange er nicht zum Kreuzzug aufgebrochen war, Tonbridge Castle sowie Hanley Castle in Worcestershire als Sicherheit abtreten. Sollte er nicht zum Kreuzzug aufbrechen, wurde ihm eine Strafe von 20.000 Mark sowie die Exkommunikation angedroht. Heinrich III. sicherte zu, während Clares Abwesenheit gemäß dem Recht der Welsh Marches seine Besitzungen dort zu bewahren. Dennoch brach Clare sein Kreuzzugsgelübde, während Lord Eduard im August 1270 ins Heilige Land aufbrach. Gerüchte über eine Affäre von Eduard mit Clares Frau Alice haben möglicherweise das Misstrauen zwischen den beiden Männern verschärft. Sie waren vielleicht auch der Grund für die offizielle Trennung Clares von Alice im Juli 1271.

### Durchsetzung von Clares Herrschaft in Glamorgan
Clare fühlte sich als mächtigster der Marcher Lords durch den Vertrag von Montgomery bedroht, in dem Llywelyn ap Gruffydd die Herrschaft über Brecknockshire bestätigt wurde, dazu wurde er als Fürst von Wales als Oberherr aller walisischen Fürstentümer anerkannt. In dem Vertrag wurden diese Fürstentümer jedoch nicht genauer genannt, womit es zum Konflikt mit Gilbert de Clare kam. Dieser war als Lord of Glamorgan auch Oberherr der walisischen Lords von Senghenydd und Machen. Noch während des Kriegs der Barone hatte Clare am 20. August 1266 vom König die Erlaubnis erhalten, die Ländereien des mit Montfort verbündeten Llywelyn ap Gruffydd zu besetzen. Clare eroberte noch im selben Jahr Machen Castle und vertrieb den walisischen Lord Maredudd ap Gruffudd. im Januar 1267 besetzte er Senghenydd und nahm dessen Lord Gruffydd ap Rhys gefangen. 1268 und 1269 tauschte und kaufte er Caerleon, das Agnes de Vescy und Maud de Kyme, zwei Töchtern von Sybil de Ferrers, einer Tochter von William Marshal, 1. Earl of Pembroke gehört hatte. Damit schuf er in Südwales ein zusammenhängendes Territorium von Glamorgan, Gwynllŵg und Usk. Zur Sicherung seiner Erwerbungen und Eroberungen begann Clare 1268 mit dem Bau des mächtigen Caerphilly Castle, bei dessen Errichtung er seine Erfahrungen aus der langen Belagerung von Kenilworth Castle mit berücksichtigte. Llywelyn ap Gruffydd protestierte bei König Heinrich III. gegen Gilberts Aggressionen und die Behandlung seiner Vasallen. Der König vermied eine Entscheidung und verwies die Klage an das königliche Gericht. Als Lord Eduard in einem Schiedsspruch Llywelyn als Oberhaupt der walisischen Herrscher von Glamorgan bestätigte, weigerte sich Gilbert, dies anzuerkennen. Der König sah sich außerstande, seine Autorität gegenüber seinem mächtigsten Vasallen durchzusetzen und wies Llywelyns Klage an das Parlament weiter. Daraufhin fiel Llywelyn 1270 in Glamorgan ein und zerstörte das im Bau befindliche Caerphilly Castle. Er konnte Glamorgan jedoch nicht dauerhaft besetzt halten, und nach seinem Abzug setzte Gilbert den Bau der Burg fort. Llywelyn wollte nun den Krieg fortführen, stimmte dann jedoch auf Vermittlung des Königs Verhandlungen zu. Danach sollte die Burg einer unabhängigen Kommission übergeben werden, doch als Heinrich III. 1272 starb und sich der Thronfolger noch auf dem Kreuzzug befand, wurde Gilbert de Clare einer der Regenten des Reiches. Er übernahm wieder die Burg und vollendete sie.

### Mitglied des Regentschaftsrates nach dem Tod von HeinrichIII.
Clares Bindung an die königliche Familie wurde 1272 durch die Heirat seiner Schwester Margaret mit Edmund, dem Erben von Richard von Cornwall verstärkt. Als Heinrich III. im November 1272 in Westminster im Sterben lag, ließ er Clare zu sich rufen, damit dieser gelobte, alles in seiner Kraft mögliche zu tun, um bis zur Rückkehr Eduards vom Kreuzzug den Frieden in England zu bewahren und um das Reich unbeschadet an den Thronfolger zu übergeben. Nach dem Beisetzung von Heinrich III. war Clare der erste Magnat, der vor dem Hochaltar von Westminster Abbey dem abwesenden Thronfolger die Treue schwor. Zusammen mit Erzbischof Walter Giffard von York, Edmund von Cornwall und Kanzler Walter of Merton gehörte er dem Regentschaftsrat an, und tatsächlich versuchte Clare bis zur Rückkehr Eduards im August 1274, den Frieden in England zu bewahren. Durch seine Vermittlung konnte ein Streit über das Amt des Lord Mayor of London beigelegt werden. Als Eduard schließlich Anfang August 1274 in Dover gelandet war, empfing ihn Clare in Tonbridge Castle. Wenig später nahm er mit einem großen Gefolge, darunter 100 Rittern, an der Krönung Eduards in Westminster Abbey teil.

## Späteres Leben, Verhältnis zum König Eduard und Tod

### Rolle bei der Eroberung von Wales
Im Sommer 1274 hatte Clare erstmals seine Besitzungen im irischen Kilkenny besucht. Im Juni 1275 reiste er im Auftrag des Königs in die Gascogne und eskortierte den rebellischen Adligen Gaston de Béarn nach Westminster. Der neue König versuchte nun energisch, die Rechte und Ansprüche der Krone zu verteidigen und seine Macht zu stärken. Clare hatte 1275 nach dem Tod von Eleanor de Leicester, der Witwe von William Marshal, 2. Earl of Pembroke als Enkel von Isabella von Pembroke Teile ihres Wittums, Ländereien in Berkshire, Oxfordshire und Wiltshire mit 27 Knight’s fee geerbt. Damit war Clare Herr von über 500 Knight’s fee in England geworden, womit er mehr als doppelt so viele wie der nächst mächtigere Earl besaß. 1276 erklärte der König Clares Ansprüche auf Bristol für ungültig, und von 1279 bis 1280 ließ er systematisch überprüfen, ob Clare unberechtigt Rechte ausübte, die der Krone zustanden. Dabei gingen die königlichen Beamten gegen Clare im Vergleich zu anderen Magnaten äußerst genau vor, worüber Clare äußerst aufgebracht war. Dennoch kam es nicht zum offenen Bruch zwischen Clare und dem König. Tatsächlich beanstandete der König, dass Clare sich zahlreiche Rechte widerrechtlich angeeignet hätte, doch vor allem wollte er seine Macht vor dem mächtigen Magnaten behaupten und diesem verdeutlichen, dass er seinen Besitz und seine Rechte dem König verdankte. Dazu brauchte der König Clares Unterstützung in dem Konflikt mit Fürst Llywelyn in Wales, der sich nicht zuletzt wegen Clares Politik in Wales zugespitzt hatte. 1277 begleitete Clare den König bei dessen Feldzug in Nordwales, bei dem er jedoch keine größere Rolle spielte. Als der König 1282 die Eroberung von Wales beschlossen hatte, ernannte er Clare im April 1282 zum Oberbefehlshaber der königlichen Truppen in Südwales. Dabei erlitt Clare jedoch im Juni 1282 in der Schlacht von Llandeilo Fawr eine schwere Niederlage, so dass er seines Amts enthoben wurde. Clare blieb jedoch bei den königlichen Truppen und besetzte im Januar 1283 mit Dolwyddelan Castle. Nach der Eroberung von Wales gehörte er Ende 1283 zu den Richtern, die Dafydd ap Gruffydd, den Bruder und Erben von Fürst Llywelyn zum Tod verurteilten. Im Dezember 1284 besuchte der König Clare offiziell in Glamorgan, wozu er ihn formal um Erlaubnis bitten musste. Clare eskortierte den König gemäß dem Recht der Welsh Marches innerhalb Glamorgans und begleitete ihn weiter nach Bristol, wo er mit dem König Weihnachten feierte. Anschließend begleitete er den König nach Frankreich, wo Eduard I. dem französischen König Philipp IV. für seine französischen Besitzungen huldigte. Während der König weiter in die Gascogne reiste, kehrte Clare im Oktober 1286 nach England zurück.

### Heirat mit der Königstochter Johanna
Zwischen Januar 1278 und Mai 1286 hatte Clare, mit Ausnahme des Earl of Lincoln mehr königliche Urkunden als andere Mitglieder des Hochadels bezeugt. Dennoch erlaubte ihm der König die Heirat mit seiner Tochter Johanna von Akkon wohl vor allem wegen Clares Stellung und weniger wegen seiner Freundschaft zum König. Der König hatte bereits im Mai 1283 der Heirat zugestimmt, obwohl die erste Ehe von Clare erst im Mai 1285 offiziell geschieden wurde. Nachdem Clare am 16. November 1289 für seine zweite Heirat einen päpstlichen Dispens erhalten hatte, konnte der 46-jährige Clare die 18-jährige Königstochter am 2. Mai 1290 in Westminster Abbey heiraten. Die Heirat erhöhte das Prestige von Clare, der zudem aus seiner ersten Ehe keinen männlichen Erben hatte. Am 3. Juli 1290 feierte er die Heirat mit einem Festbankett in Clerkenwell. Allerdings hatte er vor der Heirat am 17. April 1290 seinen gesamten Besitz dem König übergeben müssen, den er nach der Heirat zusammen mit seiner Frau als gemeinsamen, lebenslänglichen Besitz zurückerhielt. Damit wurden seine beiden Töchter aus erster Ehe enterbt. Clare musste zustimmen, dass die Kinder aus seiner zweiten Ehe den Besitz erben würden, oder dass, falls er kinderlos sterben würde, sein Besitz an die Kinder aus einer zweiten Ehe seiner Frau fallen würde. Clares Macht wurde dazu beträchtlich gestärkt, als er am 10. März 1289 nach dem Tod seiner Mutter deren umfangreiches Wittum erhielt.

### Konflikt mit EduardI.
Trotz Clares enger Beziehung zu Eduard I. war das Verhältnis zwischen beiden weiterhin nicht spannungsfrei. Als der König von 1286 bis 1289 in der Gascogne war, diente Clare 1288 als Sprecher der Barone, als diese sich weigerten, vor der Rückkehr des Königs diesem ein Hilfsgeld zu bewilligen. Zu einem ernsten Konflikt zwischen beiden kam es, als der langwierige Streit zwischen Clare und Humphrey de Bohun, 3. Earl of Hereford, sich ausweitete. Clare war Bohuns Vormund gewesen, und 1270 hatte Bohun Clare £ 1000 für sein Recht auf eine Heirat seiner Wahl zugesagt. Bis 1290 hatte Bohun jedoch nur 390 Mark gezahlt. 1278 kam es zwischen den beiden zum Streit über Jagdrechte in den Malvern Hills. Als 1287 der walisische Lord Rhys ap Maredudd in Südwestwales rebellierte, beteiligte sich Gilbert mit einem großen Truppenkontingent an der Niederschlagung des Aufstands. Wenig später begann er zur Sicherung der Nordgrenze von Glamorgan mit dem Bau von Morlais Castle in einer Region, die auch von Bohun als Lord von Brecknockshire beansprucht wurde. Nach dem traditionellen Recht der Welsh Marches hätte Bohun nach dem Scheitern von Verhandlungen eine Fehde beginnen können, doch er wandte sich im Januar 1290 aufgrund seiner schwachen Stellung in den Welsh Marches stattdessen an den König. Clare missachtete die Anordnung des Königs, den Weiterbau der Burg zu stoppen. Er lag bereits mit dem König wegen der Verwaltung der Temporalien der Bischöfe von Llandaff in Streit, die er während der Vakanzen der walisischen Diözese beanspruchte. Auf Druck des Königs musste er im Oktober 1290 auf diesen Anspruch verzichten. Als jedoch Vasallen Clares mit seiner offensichtlichen Duldung 1290 mindestens dreimal Brecknockshire, die an Glamorgan grenzende Herrschaft von Bohun in den Welsh Marches überfielen, verlor der König die Geduld mit seinem mächtigen Vasallen und Schwiegersohn. Nachdem Clare zunächst mehreren Ladungen vor königliche Richter nicht nachgekommen war, berief ihn der König zusammen mit Bohun im Oktober 1291 zur Anhörung nach Abergavenny. Bohun hatte in der Zwischenzeit wohl auch die Geduld verloren und ließ seinerseits Clares Güter in Glamorgan überfallen. Daraufhin befand der König bei der Anhörung beide Earls für schuldig und beorderte sie für Januar 1292 vor das Parlament in Westminster, wo er das Strafmaß verkünden wollte. In Westminster wurden beide Magnaten zu Haft im Tower of London verurteilt, deren Dauer nicht begrenzt war. Glamorgan und Brecknockshire fielen zu ihren Lebzeiten an den König, und Clare sollte eine Strafe von 10.000 Mark zahlen. Vielleicht auf Druck anderer Magnaten kamen Clare wie auch Bohun bald wieder frei. Am 7. Mai 1292 gab der König Glamorgan wieder an Clare zurück, der auch die Strafe nie zahlen musste. Dennoch hatte der König mit diesem Verfahren erfolgreich seine Autorität gegenüber den Marcher Lords gestärkt, die aufgrund ihrer Grenzlage in Wales eine Sonderstellung und Privilegien behaupteten.

### Letzte Jahre und Tod

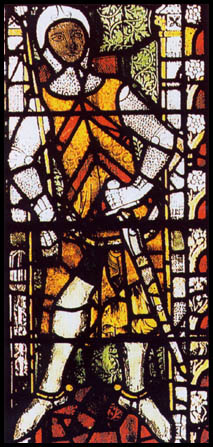
Gilbert de Clare, um 1340 entstandene Glasmalerei in Tewkesbury Abbey

Durch diese Niederlage hatte Clares Ehre und Ansehen erheblichen Schaden erlitten. Dennoch blieb er weiterhin ein hochrangiger Magnat, der dem König vielfältig diente. 1291 war er in Norham gewesen, als der König seine Entscheidung im schottischen Thronfolgestreit verkündet hatte. Am 7. November 1292 war er in Berwick, als Robert V de Brus auf seinen Thronanspruch zugunsten seines Erben verzichtete. Im Juni 1293 ernannte der König Clare zum Kommandanten der königlichen Truppen in Irland, wo es unter anderem in Kilkenny eine Revolte gegeben hatte. Clare blieb bis 1294 in Irland. Clares Ansehen wurde dann jedoch durch eine weitere Rebellion in Wales geschwächt, während der es ab Oktober 1294 auch in Glamorgan zum Aufstand kam. Clares Herrschaft dort brach zusammen und er musste sich eilig aus Glamorgan zurückziehen. Im April 1295 kehrte er mit Truppen zurück, doch bis Mai 1295 gelang es ihm nur, die Region um Cardiff wieder unter seine Herrschaft zu bringen, obwohl die Rebellion in den anderen Teilen von Wales bereits niedergeschlagen worden war. Der Rebellenführer Morgan ap Maredudd erklärte, dass sich die Rebellion nicht gegen den König, sondern vor allem gegen die ungerechte Herrschaft von Clare gerichtet hätte. Daraufhin übernahm der König im Juni 1295 erneut die Verwaltung von Glamorgan und begnadigte trotz des Widerstands von Clare die Aufrührer. Am 20. Oktober 1295 übergab der König Glamorgan wieder an Clare. Etwa sechs Wochen später starb Clare. Er wurde am 22. Dezember neben seinem Großvater Gilbert de Clare in Tewkesbury Abbey beigesetzt. Sein Erbe wurde sein minderjähriger Sohn Gilbert. Seine Witwe Johanna, die durch die Heirat Mitbesitzerin seiner Ländereien geworden war, übernahm die Verwaltung seines Erbes. Ohne Erlaubnis ihres Vaters heiratete sie 1297 Ralph de Monthermer, einen Ritter ihres Haushalts. Dieser übernahm bis zu Johannas Tod 1307 die Vormundschaft über Clares einzigen Sohn Gilbert. Dieser fiel kinderlos in der Schlacht von Bannockburn. Gemäß der Vereinbarung mit Eduard I. wurden daraufhin die Besitzungen der Familie Clare unter den drei Töchtern aus Clares zweiter Ehe aufgeteilt.

## Familie und Nachkommen
Über das Privatleben von Clare ist nur wenig bekannt. Seine erste Ehe mit Alice de Lusignan verlief unglücklich. Obwohl seine eigene Frau aus Südwestfrankreich stammte, zeigte er während des Kriegs der Barone eine fremdenfeindliche Einstellung, auch zu den Verwandten seiner Frau. 1267 verriet Alice ihren Mann, als dieser London besetzen wollte. Schließlich trennte sich das Paar und die Ehe wurde geschieden. Allerdings sorgte Clare dafür, dass seine geschiedene Frau ein standesgemäßes Auskommen hatte. Dies begründete er mit ihrer hochadligen Herkunft, dazu sei es sein eigener Wunsch. Die beiden Töchter aus dieser Ehe ließ er schließlich enterben, als er die Möglichkeit hatte, eine Tochter des Königs zu heiraten. Dennoch scheint er auch ein fürsorglicher Vater gewesen zu sein. In den 1270er Jahren bat er den königlichen Kanzler Burnell, ihn diskret bei einer königlichen Ratssitzung zu entschuldigen, da eines seiner Kinder erkrankt sei. Clare selbst pflegte die ritterliche Kultur seiner Zeit und galt als begeisterter Turnierkämpfer. 1278 schenkte ihm der König eine vergoldete Turnierrüstung aus Leder, und 1292 beauftragte ihn der König, die Regeln für Turniere zu überarbeiten. Andererseits machte Clare sich, im Gegensatz zu seinem Vater, wenig aus höfischem Prunk und lebte meist auf seinen ländlichen Burgen.
Aus seiner ersten Ehe mit Alice de Lusignan hatte Clare zwei Töchter:
- Isabel de Clare (* 10. März 1263; † 1338), ⚭ Maurice de Berkeley, 2. Baron Berkeley
- Joan de Clare (* 1264; † nach 1322), ⚭ (1) Duncan, 8. Earl of Fife († 1288 ermordet), ⚭ (2) Gervase Avenel († nach 1322)

Mit seiner zweiten Frau Johanna von Akkon hatte Clare drei Töchter und einen Sohn:
- Gilbert de Clare, 7. Earl of Gloucester, 7. Earl of Hertford (* um 10. Mai 1291; † 24. Juni 1314)
- Eleanor de Clare († 1337), ⚭ (1) Hugh le Despenser († 1326 exekutiert), ⚭ (2) William la Zouche, 1. Baron Zouche of Mortimer († 1337)
- Margaret de Clare († 9. April 1342), ⚭ (1) Piers Gaveston, 1. Earl of Cornwall, († 1312 exekutiert), ⚭ (2) Hugh de Audley, 1. Baron Audley († 1347), 1337 zum Earl of Gloucester ernannt
- Elizabeth de Clare (* 16. September 1295; † 4. November 1360), ⚭ (1) John de Burgh of Ulster († 1313), ⚭ (2) Theobald de Verdon, 2. Baron Verdon († 1316), ⚭ (3) Roger Damory, Lord Damory († 1322)